# Тяньцзиньский центральный госпиталь
Тяньцзиньский центральный госпиталь — китайское военно-медицинское лечебное и учебное учреждение конца периода Цин. Полное наименование — Тяньцзиньский центральный госпиталь и медицинское училище (кит. упр. 天津总医院西医学堂, пиньинь Tianjin zong yiyuan xiyi xuetang, палл. Тяньцзинь цзун июань сии сюэтан). Госпиталь и училище были расположены в городе Тяньцзинь.

## История
В период 1872-1875 годов 120 китайских студентов были отправлены в САСШ для обучения различным наукам в учебных заведениях Америки. Эта акция получила название Китайской образовательной миссии (Chinese Educational Mission или, сокращенно, CEM). Ряд студентов был направлен в медицинские институты САСШ.
В 1880 английский доктор-миссионер Джон Кеннет Маккензи (John Kenneth Mackenzie, 1850-1888), член Лондонского Миссионерского общества (London Missionary Society), открыл с позволения Ли Хунчжана небольшую больницу в Тяньцзине. В 1881 году было принято решение об отзыве студентов из САСШ. Узнав об этом, Маккензи рекомендовал Ли Хунчжану 8 из известных ему лично китайских студентов-медиков для назначения в медицинскую школу, которую он хотел открыть при Тяньцзиньской больнице. Согласие Ли Хунчжана было получено. В дальнейшем 7 из 8 перечисленных Маккензи студентов действительно прибыли в Китай и были приняты в медицинскую школу. В декабре 1881 года школа была открыта, а Маккензи стал её первым директором. Это была первая медицинская школа современного типа, открытая в Китае с санкции китайского правительства.
В 1888 году Маккензи умер и школа лишилась своего наставника. Однако заложенные Маккензи основы дали хорошие, по мнению Ли Хунчжана, результаты. В том же году Ли Хунчжан предоставил трону доклад о желательности открытия в Тяньцзине центрального госпиталя со складом медикаментов, а в Вэйхайвэе и Люйшунькоу – лечебно-реабилитационных отделений, а также создать систему медицинского обеспечения Бэйянского флота.
Госпиталь был открыт в 1893 году. Помимо оказания медицинской помощи офицерам и матросам Бэйянского флота, при госпитале также приготовляли и хранили лекарства, предназначенные для нужд флота.
В Китае остро не хватало национальных медицинских кадров, имевших современное медицинское образование. Первые современные корабли Бэйянского флота - "алфавитные" канонерские лодки серии "Чжэнь" - имели лишь 2 медработников на весь отряд из 6 кораблей. Соответственно, военно-медицинская структура по факту отсутствовала, лечение военнослужащих было оставлено на самотек. Фактически, офицеры были вынуждены лечиться у частнопрактикующих врачей, а рядовые - пользоваться средствами народной медицины. В связи с этим встал вопрос о необходимости подготовки медицинских кадров, имеющих современное медицинское образование, для армии и флота. Поэтому при госпитале было открыто военно-медицинское училище, где преподавали западную медицину. В качестве главного инструктора пригласили врача из Англии. Курсанты изучали иностранные языки, медицину, фармакологию, военную хирургию. После окончания училища выпускники распределялись на каждый корабль Бэйянского флота. Таким образом, теперь в каждом экипаже был свой военный врач.
"Школа западной медицины" при Тяньцзиньском военном госпитале стала первым в Китае масштабным опытом создания современного учебного медицинского учреждения и первым в Китае военно-медицинским учреждением.
- В 1928 году, после объединения страны под эгидой Гоминьдана, "Школа западной медицины" переехала в Шанхай, где была переименована в Национальный центр военной медицины. Одновременно при школе был создан Китайско-американский госпиталь. В период 1928-1949 годов Национальный центр военной медицины был основным военно-медицинским учебным заведением Китая.
- В 1949 году Национальный центр военной медицины перебазировался на Тайвань. Оставшиеся на материке подразделения были переименованы в Восточно-Китайский народный медицинский институт (кит. упр. 华东人民医学院, палл. Хуадун Жэньминь Исюэюань). В настоящее время это 2-й Военно-медицинский институт НОАК. Китайско-Американский госпиталь был преобразован в больницу Чанхай (кит. упр. 长海医院, палл. Чанхай июань). В настоящее время это 2-я больница 2-го Военно-медицинского института НОАК.
- В 1953 году Тяньцзиньский центральный госпиталь был переименован в Тяньцзиньскую городскую народную больницу.
- В 1954 году Тяньцзиньская городская больница была перепрофилирована в центр онкологической хирургии.
- В настоящее время в бывшем госпитале располагается онкологическая клиника Тяньцзиньского медицинского университета.